# True Cost Accounting
True Cost Accounting (TCA), auch Full Cost Accounting (FCA) ist eine Form der Kostenrechnung unter Berücksichtigung der verursachten gesamtgesellschaftlichen Kosten. Bei diesem Ansatz werden neben den direkten Produktionskosten auch ökologische und soziale Folgekosten als Externe Kosten in den Produktpreis und damit in die betriebliche Gewinn- und Verlustrechnung eingerechnet. Die von der TCA erfassten Kosten werden in der Volkswirtschaftslehre auch als negative externe Effekte bezeichnet. Ein Aspekt der TCA ist die Auszeichnung von Ladenpreisen auf der Grundlage sämtlicher gesamtgesellschaftlichen Kosten. Man spricht dann von True Pricing. TCA und True Pricing finden hauptsächlich im Lebensmitteleinzelhandel, der Getränkeindustrie und in der Modebranche sowie in der Forstwirtschaft Anwendung.

## Geschichte
2006 haben die Vereinten Nationen mit ihrem Pakt mit Finanzinstituten (UNEP Finance Initiative) und dem Pakt mit Unternehmen (Global Compact) die Aufstellung der Principles for Responsible Investment (PRI) gefördert, die als ESG-Kriterien (Environmental, Social & Governance) zu maßgebenden Anlagekriterien für Investmentfonds wurden. Ebenso wurde 2010 gemeinsam mit den Big Four beim Institut der englisch-walisischen Wirtschaftsprüfer ICAEW eine neue Abteilung The Economics of Ecosystems and Biodiversity TEEB mit der Zielsetzung eingerichtet, das Naturkapital zu erfassen und den ökonomischen Nutzen der Umwelt zu bewerten. In den Bilanzen der Unternehmen sollen soziale Messmethoden eingeführt werden, einschließlich des Vollkostenansatzes TCA. Damit sollen Schattenpreise für Öffentliche Güter und Dienstleistungen ermittelt werden, die sowohl die gesellschaftlichen Kosten, als auch die ökonomischen Folgekosten und die Nachteile der betriebswirtschaftlich verengten Sichtweise aufzeigen.
Verschiedene andere Organisationen haben ebenfalls TCA-Studien veranlasst, wie zum Beispiel das World Business Council for Sustainable Development. In Großbritannien setzt sich der Sustainable Food Trust für die öffentliche Aufmerksamkeit des True Cost Accounting ein, und organisierte 2013 und 2016 jeweils eine Konferenz zu dem Thema.
Die Stiftung Global Nature Fund hat mit dem Natural Capital Protocol (2016) und dem Social Capital Protocol (2017) in Zusammenarbeit mit der TEEB AgriFood einen universellen Rahmen für FCA entwickelt, um diese Methode in das betriebliche Rechnungswesen zu integrieren und damit Entscheidungsträger in Regierungen, Unternehmen und in der Landwirtschaft besser zu informieren.

## Bestimmung der wahren Kosten
Die wahren Kosten umfassen die Auswirkungen der gesamten Produktionskette von Lebensmitteln und Getränken auf die Gesellschaft und die Umwelt. Dazu gehören Schadstoffe, Umweltschaden, Krankheiten, und die Klimabilanz der Produkte. Zu hohe Nitratwerte im Grundwasser führen zum Beispiel dazu, dass der Kunde am Ende eine höhere Wasserrechnung bezahlen muss. Diese Kosten werden konventionell nicht im Marktpreis widergespiegelt. Mit dem von TCA erfassten Preisaufschlag kann der Kunde bereits im Laden seine Entscheidung treffen, und somit dazu beitragen, dass negative Folgekosten nicht auf die Allgemeinheit abgewälzt werden.
Neben ökologischen Kosten werden je nach Implementierung auch die sozialgesellschaftlichen Kosten als pekuniäre Größen geschätzt, zum Beispiel die Auswirkung auf Armut, soziale Ungleichheit und Volksgesundheit.
Im Rahmen von Risikobewertungen haben Finanzanalysten die Möglichkeit erörtert, dass Regierungen nicht länger bereit sein könnten, die ökologischen Folgekosten zu tragen und die bislang übliche steuerliche Belastung des Faktors Arbeit durch eine ökologische Besteuerung zu ersetzen, die nach dem Umfang der jeweils verursachten Externalties (polluter pays) bemessen würde. Daneben würden höhere Versicherungsprämien, inflationsbedingte Preiserhöhungen für den Materialeinsatz und höhere Kosten für die Vermeidung und Beseitigung von Umweltschäden und anderen Folgekosten anfallen. Zur Ermittlung dieser Risiken wurde Trucost, das Research Center von Standard and Poor’s, von der UNEP Finance Initiative und Global Compact 2010 beauftragt. Im Rahmen ihrer Erhebung bei den global 3000 größten Unternehmen kamen die Analysten auf eine Größenordnung von jährlich 2 Billionen (am.: trillions) US-Dollar. In einer Studie für TEEB schätzten die Analysten von Trucost die gesamten Risiken aus den Schäden für das Naturkapital für Wirtschaft, Investoren und Regierungen auf einen Wert von jährlich 7,3 Billionen US-Dollar. Davon entfielen 38 Prozent auf Treibhausgase, 25 Prozent auf den Wasserverbrauch, 24 Prozent auf Landnutzung, 7 Prozent auf Luftverschmutzung, 5 Prozent auf Boden- und Gewässerverschmutzung und 1 Prozent auf Abfall.
Die FAO, die Ernährungs- und Landwirtschaftsorganisation der Vereinten Nationen, hat 2014 und 2015 zwei Studien veröffentlicht mit TCA-Analysen der Lebensmittelverschwendung (Food wastage footprint: Full cost accounting) und zum gesamten Impact der Weltnahrungsmittelproduktion auf natürliche Hilfsquellen (Natural Capital Impacts in Agriculture). Die erste Studie beziffert die Kosten der Nahrungsmittelverschwendung auf ungefähr 700 Milliarden Dollar für natürliche Hilfsquellen und ungefähr 900 Milliarden Dollar für soziales Kapital. In der zweiten Studie setzte sie den Umweltschaden der gesamten Weltnahrungsmittelproduktion auf etwa 2330 Milliarden Dollar pro Jahr an. In ihren Berichten 2023 und 2024 berechnen sie die negative externen Effekte der globalen Agrarsysteme auf 10 Billionen US-Dollar.
Tobias Gaugler vom Institut für Materials Resource Management der Universität Augsburg hat 2018 in einer Studie How much is the dish – was kosten uns Lebensmittel wirklich? die wahren Kosten von Lebensmitteln untersucht. Danach variiert der Preisaufschlag, wenn die wahren Kosten eines Lebensmittels mit eingerechnet würden, von vier bis rund 200 Prozent. Im Durchschnitt sollten die Lebensmittelpreise in Deutschland 62 Prozent höher liegen als ohne Einrechnung der externen Kosten.
Im November 2019 veröffentlichte die Boston Consulting Group die Studie Die Zukunft der deutschen Landwirtschaft nachhaltig sichern, in der die wahren Kosten der Landwirtschaft in Deutschland, also die negativen Effekte auf die Umwelt auf 90 Milliarden pro Jahr beziffert werden. Die Studie bezieht den Klimawandel (Klimagase wie CO2), die Düngemittel-Problematik (Nitrat und Stickstoff), den direkten und indirekten Energiebedarf und die Landnutzungsänderung mit ein.

## Anwendung
In dem Report for business and enterprise entwarf die TEEB 2012 im Auftrage des Umweltprogramms der Vereinten Nationen einen Rahmen für Management und Rechnungswesen (Environmental Management Accounting), in den BES-Informationen (biodiversity und ecosystem) einbezogen sind, und zwar als prozessbassiert oder ergebnisbezogen (Verbrauch von Wasser, Energie und Materialeinsatz). Dabei werden die direkten Kosten für Luftverschmutzung und Abfälle sowie die monetär bewerteten externen Effekte der Umweltbelastung erfasst und als immaterielle Anlagegüter (intangible assets) bilanziert. Der Brauereikonzern SABMiller gab an, damit den Wasserverbrauch seit 2008 um ein Viertel gesenkt zu haben.
In den Niederlanden und in Deutschland hat das Bio-Unternehmen Eosta mittels seinem Lebensmittel-Transparenzsystem Nature & More 2017 damit angefangen, die Prinzipien des True Cost Accounting anzuwenden. Eosta habe erstmals „ein Preisschild an die verborgenen Kosten“ geheftet, so Eosta-Gründer Volkert Engelsmman. Das Unternehmen führte 2016 eine erfolgreiche Kampagne und konnte im Juni 2017 die Ergebnisse eines Pilotprojekts namens True Cost Accounting for Farming, Food and Finance (dt.: Berechnung der tatsächlichen Kosten für Lebensmittel, Landwirtschaft und Finanzen) Prinz Charles vorlegen. In einem Interview im August 2022 verwies Engelsman auf eine Studie der Wirtschaftsprüfungsgesellschaft EY und des Instituts Soil & More, wonach bei Einrechnung der externalisierten Kosten für Bio Obst ein Kostenvorteil von 5,7 Eurocent pro Kilo nachgewiesen worden sei.
Unter der Marke TRUESDAY Specialty Coffee wird seit März 2021 der erste Kaffee mit True Price in Deutschland verkauft. Sowohl der Wert der Kaffeebohnen als auch die ökologischen und sozialen Kosten des Kaffeeanbaus werden zu 100 % berücksichtigt, aufgezeigt und kompensiert. Der Wert des Kaffees orientiert sich nicht an Rohstoffbörsen, sondern an den realen Auswirkungen des Kaffeeanbaus auf Mensch und Natur. Für die Datenerhebung und Kompensation ökologischer und sozialer Schäden wird TRUESDAY von NGOs und Sozialunternehmen, wie der True Price Organisation, der Futureproof Coffee Collective, Progreso Foundation, Eden Reforestation Projects sowie einem Netzwerk aus nachhaltig wirtschaftenden Kaffeehändlern und -Farmern unterstützt. Seit Markteintritt ist TRUESDAY zudem Mitglied im Bundesverband Nachhaltige Wirtschaft e.V.

## Rechenbeispiel
Die folgende Tabelle zeigt den Preisaufschlag im Vergleich zwischen konventionellen und Bio-Lebensmittel:
| Produkt            | Preisaufschlag konventionell | Preisaufschlag bio |
| ------------------ | ---------------------------- | ------------------ |
| Apfel              | 8 %                          | 4 %                |
| Banane             | 19 %                         | 9 %                |
| Kartoffel          | 12 %                         | 6 %                |
| Tomate             | 12 %                         | 5 %                |
| Mozzarella         | 52 %                         | 30 %               |
| Gouda Käse         | 88 %                         | 33 %               |
| Milch              | 122 %                        | 69 %               |
| Fleisch (gemischt) | 173 %                        | 126 %              |

Der zur Rewe-Gruppe gehörende Berliner Nachhaltigkeitsmarkt Penny Grüner Weg hat eine Studie in Auftrag gegeben, in der sowohl der ursprüngliche Preis, als auch die wahre Kosten angegeben waren. Für eine Packung Gouda-Käse zum Beispiel mit einem Preisaufschlag von 88 Prozent sind die wahren Kosten 3,74 Euro statt 1,99 Euro. Der Kunde konnte in diesem Projekt freiwillig entscheiden, ob er den höheren „wahren Preis“ bezahlte. 
Der Kaffeeanbieter Truesday internalisiert die wahren Kosten des Kaffeeanbaus. Die externen sozialen und ökologischen Kosten werden über 3 Wege an Kaffeeanbaugebiete zurückgeführt: über eine Prämie an Farmer werden soziale Kosten ausgeglichen, Aufforstungsprogramme kompensieren die Auswirkungen auf den Klimawandel, alle weiteren ökologischen Kosten werden durch Spenden an eine Bildungseinrichtung kompensiert.

## Kritik
Laut Kritikern von TCA ist es oft schwierig, den Wert ökologischer Ressourcen und soziales Kapital in Geld auszudrücken, da die Wertschätzung von Natur immer subjektiv sei. Der praktische Nutzen des TCA wird in Frage gestellt. Ein Faktor wie Tierwohl wurde zum Beispiel auch in der genannten Augsburger Studie nicht berücksichtigt. Zudem würde die Umsetzung von TCA einen sehr großen bürokratischen Aufwand mit sich bringen. Darüber hinaus wird auch der theoretische Ansatz kritisiert, dass Externalitäten unter Kontrolle des Marktes gebracht werden müssten. 